# Olympia Snowe

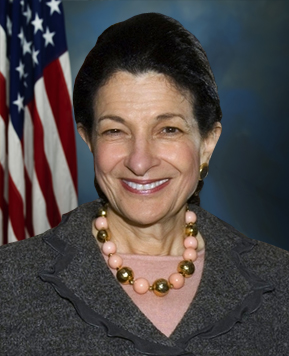
Olympia Snowe

Olympia Jean Snowe (* 21. Februar 1947 in Augusta, Maine) ist eine US-amerikanische Politikerin der Republikanischen Partei. Sie vertrat von 1995 bis 2013 den US-Bundesstaat Maine im Senat der Vereinigten Staaten.

## Leben
Snowe graduierte 1969 von der University of Maine mit einem Abschluss in Politikwissenschaften. Sie ist in zweiter Ehe verheiratet mit John McKernan Jr., einem früheren Gouverneur von Maine. Als Tochter griechischer Einwanderer ist sie Mitglied der Holy Trinity Greek Church in Lewiston.

## Politik
Snowe ist Mitglied der Republikanischen Partei. Nachdem sie zunächst für den Kongressabgeordneten und späteren Verteidigungsminister William Cohen gearbeitet hatte, wurde sie 1973 in das Repräsentantenhaus von Maine gewählt. 1976 wechselte sie in den Senat von Maine und blieb dort bis 1978.
Im Jahr 1978 wurde sie ins Repräsentantenhaus der Vereinigten Staaten gewählt, dem sie bis 1995 angehörte. 1994 gewann Snowe den Senatorensitz von Maine mit 60 % der Stimmen und wurde 2000 mit 69 % wiedergewählt. Bei den Kongresswahlen 2006 konnte sie ihren Sitz mit 74 % der Stimmen gegen die Demokratin Jean Hay Bright und den unabhängigen Kandidaten Bill Slavick verteidigen. Sie ist Mitglied folgender Senatskomitees: Committee on Intelligence; Handels, Wissenschafts- und Verkehrsausschuss; Committee on Finance; Committee on Small Business and Entrepreneurship. 
Snowe gilt als gemäßigte Republikanerin. Gemeinsam mit ihrer Co-Senatorin aus Maine, Susan Collins, galt sie als liberalstes Mitglied ihrer Fraktion: Kein anderer republikanischer Senator stimmte so oft mit den Demokraten wie sie. Unter anderem votierte sie für den Dodd–Frank Act und unterstützte die von Präsident Barack Obama nominierten Kandidatinnen für den Obersten Gerichtshof, Sonia Sotomayor und Elena Kagan.
Im Februar 2012 gab Snowe bekannt, sich bei den Kongresswahlen im November dieses Jahres nicht erneut um ihren Sitz zu bewerben. Als Grund führte sie die zunehmende Polarisierung innerhalb des Senats an, die ein konstruktives Arbeiten zunehmend erschwere. Die in ihrem Staat überaus populäre Politikerin galt als klare Favoritin für die Wahlen. 
Nach ihrer Absage machten sich die Demokraten Hoffnungen, in dem Neuenglandstaat, der als eine ihrer Wählerhochburgen gilt, einen Mandatsgewinn zu erreichen. Ihr Nachfolger wurde aber der unabhängige Kandidat Angus King.